# 新祐樹
新 祐樹（しん ゆうき、1994年3月6日 - ）は、日本の男性声優。賢プロダクション所属。神奈川県横浜市出身。

## 略歴
中学3年生の頃、夕方や深夜のアニメをみるようになってから声優に興味を抱く。高校の頃は演劇部に所属し、後に部員と共に放送部を立ち上げた。その中で「自分は演じることが好き」だということに気づき、本格的に進路として考えるようになる。
ESPアニメーション声優専門学校（現：ESPエンタテインメント東京）卒業
。
2016年4月、賢プロダクションに預かりで所属した。
2021年、『東京リベンジャーズ』の花垣武道役でテレビアニメ初主演。

## 人物
特技、趣味は料理、フットサル、サバイバルゲーム、テレビゲーム。
専門学校時代の講師に、斎藤志郎がいる。

## 出演
太字はメインキャラクター。

### テレビアニメ
2014年
- ハイキュー!! - ノンクレジット

2016年
- 甲鉄城のカバネリ（伝令）
- 境界のRINNE（男子、教師）
- ヘボット!（2016年 - 2017年、モエル、ムシャ武者 / 旋風鬼、ネジ郎、ロボジャク、ネジマウス）
- CHEATING CRAFT（C型生徒）

2017年
- 龍の歯医者
- キラキラ☆プリキュアアラモード（高校生）
- デジモンユニバース アプリモンスターズ（トリップモン）
- メイドインアビス（観衆、イェルメ）
- Wake Up, Girls! 新章（男子A）
- パズドラクロス（店員）
- 戦刻ナイトブラッド（家臣）
- ドリフェス!R（稲増秋臣）
- 名探偵コナン（店員）

2018年
- 続 刀剣乱舞-花丸-（こんのすけ）
- 伊藤潤二『コレクション』（男子生徒）
- イナズマイレブン アレスの天秤（2018年 - 2019年、葉音一矢、ベルガモ・レグルト、パク・ジウォン、コンドル・ウィリー、タン・タンミン、ヨガ、ランドル、ラスカー・ヴァグネル、タビト 他） - 2シリーズ
- ひそねとまそたん（救護班員A、増山、整備員、通信員A）
- グランクレスト戦記（少年）
- Butlers〜千年百年物語〜（男子生徒）
- ポケットモンスター サン&ムーン（客）
- アイカツフレンズ!（2018年 - 2019年、ファン、男性スタッフ、記者）
- 僕のヒーローアカデミア（2018年 - 2024年、アナウンサー、轟夏雄） - 5シリーズ
- 千銃士（ヨハン）
- サザエさん（2018年 - 2019年）
- ゾイドワイルド（ペンペン村 村人）
- はたらく細胞（ナイーブT細胞1）
- 色づく世界の明日から（クラスメイト、生徒会長）
- BANANA FISH（職員、仲間、マイク、青年）
- 寄宿学校のジュリエット（男子生徒）
- 妖怪ウォッチ シャドウサイド（ワカメくん）

2019年
- ブギーポップは笑わない（少年、キョウ）
- 川柳少女（男子A、男性、通行人）
- さらざんまい（選手B）
- 賢者の孫（ノイン＝カーティス）
- あんさんぶるスターズ!（生徒）
- ギヴン（吉田由紀）
- アサシンズプライド（黒衣の男、観客、ジンの部下、狼型ランカンスロープ、カーネル 他）
- BEASTARS（リカオン）
- ファンタシースターオンライン2 エピソード・オラクル（男性）
- デュエルマスターズ（2019年 - 、蒼刀の輝将、アナウンサー 他）
- ポケットモンスター（2019年 - 2022年、ホウジ、スティーブ、ロケット団精鋭A 他）

2020年
- 映像研には手を出すな!（空調管理部）
- ちはやふる3（田丸剛）
- デュエル・マスターズ シリーズ （2020年 - 2022年、蒼刀の輝将、The ブレー漢ズ、至宝を奪う月のロンリネス、那由多 アストロ宙ノ、神ナル機カイ「亜堕無」 他）- 4シリーズ
- ドラえもん（テレビ朝日版第2期）（王子）
- もっと!まじめにふまじめ かいけつゾロリ（2020年 - 2022年、ライノ、開発員、エムの助手、研究員） - 3シリーズ
- 最響カミズモード!（2020年 - 2021年、ゴウテツ）
- ハイキュー!! TO THE TOP（輪島友和）
- 憂国のモリアーティ（テイト・パーシヴァル）

2021年
- ログ・ホライズン 円卓崩壊（冒険者、ルン）
- 進撃の巨人（部下、イェーガー派）
- 東京リベンジャーズ（2021年 - 2023年、花垣武道） - 3シリーズ
- NOMAD メガロボクス2（シガちゃん、練習生B）
- EDENS ZERO（2021年 - 2023年、ジン） - 2シリーズ
- 月が導く異世界道中（2021年 - 2024年、ハザル、ジン＝ロアン） - 2シリーズ
- 結城友奈は勇者である -大満開の章-

2022年
- 怪人開発部の黒井津さん（風祭真矢）
- 佐々木と宮野（烏原史景）
- 平家物語（武里〈たけさと〉）
- 遊☆戯☆王ゴーラッシュ!!（2022年 - 2025年、チュパ太郎 / 鏑木チュパ太郎）
- シャドウバースF（2022年 - 2023年、不良、不良たち、元不良）
- パリピ孔明（コボリ）
- アオアシ（多摩体選手）
- よふかしのうた（男子生徒）
- ブルーロック（大川響鬼）
- SPY×FAMILY（キャロル・キャンベル）
- 転生したら剣でした（キナン）
- 魔入りました!入間くん（2022年 - 2023年、オチョ）

2023年
- 虚構推理 Season2（幽霊）
- UniteUp!（2023年 - 2025年、タケツノ） - 2シリーズ
- 天国大魔境（タカ）
- うちの会社の小さい先輩の話（篠崎拓馬）
- クレヨンしんちゃん（土管戸あげ太郎）
- 盾の勇者の成り上がり Season3（ユージ）
- 帰還者の魔法は特別です（トレヴィリー・ターカス）
- カミエラビ（2023年 - 2024年、タツヤ / 雨野辰哉） - 2シリーズ
- 『ヒプノシスマイク-Division Rap Battle-』Rhyme Anima +（ダイスケ）

2024年
- 戦国妖狐（丸太の闇、闇） - 2シリーズ
- 俺だけレベルアップな件（服役者）
- 魔王の俺が奴隷エルフを嫁にしたんだが、どう愛でればいい?（司会）
- 烏は主を選ばない（市柳）
- 怪獣8号（2024年 - 2025年、古橋伊春） - 2シリーズ
- 小市民シリーズ（2024年 - 2025年、門地譲治） - 2シリーズ
- ラーメン赤猫（部下）
- 七つの大罪 黙示録の四騎士（ブラックラ）
- トリリオンゲーム（2024年 - 2025年、巨椋）

2025年
- 戦隊レッド 異世界で冒険者になる（カフェの男）
- 異修羅（移り馘剣のユウゴ）
- 機動戦士Gundam GQuuuuuuX（シャア・アズナブル） - 2025年に劇場先行版が公開
- 神統記（テオゴニア）（ケチャク）
- WIND BREAKER Season 2（音羽律）
- アポカリプスホテル（こどもタヌキ星人1）
- ヴィジランテ-僕のヒーローアカデミア ILLEGALS-（MAD HATTERリーダー）
- ガチアクタ（ジャバー）
- ホテル・インヒューマンズ（長谷川伊織）
- SANDA（甘矢一詩）
- 特装合体ロボ ジョブレイバー（ファイヤブレイバー、ユナイトファイヤブレイバー）

### 劇場アニメ
2010年代
- 映画 Go!プリンセスプリキュア Go!Go!!豪華3本立て!!!（2015年、妖精、住民）
- 劇場版 進撃の巨人 後編〜自由の翼〜（2015年、訓練兵）
- 映画 プリキュアオールスターズ みんなで歌う♪奇跡の魔法!（2016年）
- 君の名は。（2016年）
- 天気の子（2019年）

2020年
- メイドインアビス 深き魂の黎明（祈手）
- BURN THE WITCH（ジミー・ハッカビー、インクス構成員）

2021年
- シン・エヴァンゲリオン劇場版𝄇
- 劇場版 少女☆歌劇 レヴュースタァライト
- 機動戦士ガンダム 閃光のハサウェイ（ハイジャック犯）
- 劇場版マクロスΔ 絶対LIVE!!!!!!
- 劇場短編マクロスF 〜時の迷宮〜

2022年
- バブル
- 犬王
- 映画ざんねんないきもの事典（ディンゴA、セリシアの仲間たち）
- 夏へのトンネル、さよならの出口

2023年
- 映画 佐々木と宮野ー卒業編ー（烏原史景）

2024年
- 僕のヒーローアカデミア THE MOVIE ユアネクスト（アナウンサー）
- 機動戦士ガンダム:銀灰の幻影（主人公〈男〉）

### OVA
- 十三支演義 〜偃月三国伝〜 外伝 幽州幻夜（2014年、兵士）
- イナズマイレブン Reloaded（2018年、ベルガモ・レグルト）
- エヴァンゲリオン 使徒、博多襲来（2019年）
- フラグタイム（2019年）

### Webアニメ
2018年
- DEVILMAN crybaby（サバト男、陸上部員C）

2019年
- ベイブレードバースト ガチ（スパークデビルズのメンバー）

2020年
- バキ（刑務官）
- 薄明の翼（社員A）
- 日本沈没2020（若い作業員、乗員B）
- ポケットモンスター ソード・シールド オリジナルアニメ「薄明の翼」  (社員 A)

2021年
- おしえて北斎! -THE ANIMATION-（大会の受賞者、審判）
- ベイブレードバースト ダイナマイトバトル（少年）

2022年
- TIGER & BUNNY 2（2022年、男性）
- LUPIN ZERO（2022年、米兵B）
- トミカヒーローズ ジョブレイバー 特装合体ロボ（ファイヤブレイバー、ギガントファイヤブレイバー ）

### ゲーム
2016年
- グリムノーツ（ジャック）
- 進撃の巨人
- 誰ガ為のアルケミスト（ク・イエナ）

2017年
- 白猫プロジェクト 3周年イベント（兵士）
- データカードダス ドリフェス!（稲増秋臣）
- ディアホライゾン（ユリシーズ）
- Ever Oasis 精霊とタネビトの蜃気楼

2018年
- 進撃の巨人2（兵士、市民 他）
- ドラゴンクエストビルダーズ2 破壊神シドーとからっぽの島
- プリンセスコネクト！Re:Dive（参拝客）

2019年
- 喧嘩番長 乙女 2ndRumble!!（組員）
- リングフィット アドベンチャー（リング）
- ドラゴンクエストX いばらの巫女と滅びの神 オンライン（ダル・ジャムール、クロラ、スブラキ、ダボウ、ホルティン、バザー客A、ファラザード兵B）
- SDガンダム GGENERATION CROSSRAYS（一般兵ボイス〈新兵A〉）

2020年
- 仁王2（前田慶次）

2021年
- 共闘ことばRPG コトダマン（2021年 - 2023年、花垣武道）

2022年
- 機動戦士ガンダム U.C. ENGAGE（2022年 - 2025年、ジョー・セイ、シャア・アズナブル〈GQ〉）
- LOST JUDGMENT 裁かれざる記憶（貞元准） - DLC追加キャラクター
- バトルスピリッツ コネクテッドバトラーズ（宇緑カケル）
- ユアマジェスティ（ザン＝エクエス）
- 東京リベンジャーズ ぱずりべ！全国制覇への道（花垣武道）
- ブルーロックPWC（大川響鬼）

2023年
- VALORANT  (ゲッコー)
- 妖怪ウォッチ ぷにぷに（花垣武道）
- 英傑大戦（花垣武道）
- タワーオブスカイ（フィラート）
- モンスターストライク（2023年 - 2025年、花垣武道、古橋伊春、シャア・アズナブル）

2024年
- 遊戯王 デュエルリンクス（鏑木チュパ太郎）
- ファイアーエムブレム ヒーローズ（ツァイス）

2025年
- 機動戦士ガンダム アーセナルベース（シャア・アズナブル[GQ]）
- パズル&ドラゴンズ（シャア・アズナブル〈GQuuuuuuX〉）
- HUNDRED LINE -最終防衛学園-（第1部隊長ムヴヴム）
- SDガンダム GGENERATION ETERNAL（シャア・アズナブル〈GQ〉）

### ドラマCD
- ガンスリンガー ストラトス（2014年）
- マーカライト・ブルー ドラマCD「the Water flows into the Flame 〜ヴェリテ オネット出会い編〜 劇場版」（2017年、レイモンの取り巻き[69][注 1]）
- 天歌奏流-TENKASOUL-（2020年、間宮春一[70]）
- 総理倶楽部 声劇円盤～歌曲を添えて〜(1)（2022年、日向大悟[71]）

### BLCD
- ブルースカイコンプレックスsecond（2017年、クラスメイト）
- シンデレラは知らない（2018年、百瀬那生）
- 妖しの箱庭に浮かぶ月（2019年、生徒）
- はだける怪物上（2020年、高校の友人）
- お前のほうがかわいいくせに（2022年、神戸一樹）

### 吹き替え

#### 映画
2014年
- DEAN/ディーン（キップ）
- フロム・ダスク・ティル・ドーン※Netflix版

2016年
- ネット有名人（プランク・アランク〈アラン・チャウ〉）

2017年
- アンダーカバー・じーさん（ウェンデル）
- カウンターパンチ（2017年、クリストファー・コルバート）
- ケージ・ダイ
- ザ・ベビーシッター（少年）
- ジュピターズ・ムーン（アリアン・ダシュニ〈ジョンボル・イェゲル〉）
- ダンケルク（ジョージ〈バリー・コーガン〉）
- 否定と肯定（リブソン）
- マッドバウンド 哀しき友情

2018年
- あるあるティーン・ムービー
- ビヨンド・ザ・ロウ（シモン）

2019年
- モーリス（チャップマン）※ムービープラス版
- ジェントルメン（パワー・ノエル〈トム・リース・ハリーズ〉）

2020年
- 悪魔はいつもそこに
- グレイス -消えゆく幸せ-（マルコム・ウォーターズ〈ウォルター・フォントルロイ〉）
- ジョーカー（2020年、不良2）
- チャーリーズ・エンジェル（ラングストン〈ノア・センティネオ〉）
- ハーフ・オブ・イット: 面白いのはこれから（ポール・マンスキー）

2021年
- ハリエット（ウォルター〈ヘンリー・ハンター・ホール〉）
- トゥモロー・ウォー（マーティン〈セス・シェナール〉）
- ミッドウェイ（ブラウン〈キャメロン・ブロデューア〉）
- ジェントルメン（パワー〈トム・リース・ハリーズ〉）
- エターナルズ（男子生徒1）

2022年
- ダービーのゴーストカウンセリング（アレックス〈チョーズン・ジェイコブス）
- ファンタスティック・ビーストとダンブルドアの秘密（アルバート）
- 僕と頭の中の落書きたち（アダム・ペトラゼリ〈チャーリー・プラマー〉）
- ディア・エヴァン・ハンセン（ジャレッド・カルワニ〈ニック・ドダニ〉）
- セント・エルモス・ファイアー（カービー・キーガー〈エミリオ・エステベス〉）※ザ・シネマ版

2023年
- ハート・オブ・ストーン（アイヴォ〈アーチー・マデクウィ〉）

2024年
- フライ・ミー・トゥ・ザ・ムーン（ドン〈ノア・ロビンズ〉）

2025年
- サタデー・ナイト/NYからライブ!（ローン・マイケルズ〈ガブリエル・ラベル〉）

#### ドラマ
- 愛の温度（ジュナ）
- 客主〜商売の神〜（2017年、ユス）
- キャサリン スペイン王女の華麗なる野望（アーサー〈アンガス・イムリー〉、フィリップ〈フィリップ・アンドリュー〉[86]）
- クライアント・リスト
- CSI: ベガス（クリス・パーク〈ジェイ・リー〉）
- 13の理由（2017年、ジャスティン）
- デイ・アフターZ（ペーチャ）
- ドクター・フー（ケヴィン）
- トリック 難事件はオレにお任せ（2018年、ジョーダン・クォン〈ジャスティン・チョン〉[87]）
- HAWAII FIVE-0（コア・レイ）
- ファルコン&ウィンター・ソルジャー
- フライト・アテンダント（シェーン〈グリフィン・マシューズ〉[88]）
- ブラックライトニング(バロン/TC〈クリストファー・アマニュエル〉)
- HOMELAND（JJ）
- 欲望は止まらない!（ドナルド・チョイ）
- 今、私たちの学校は…（2022年、イ・チョンサン〈ユン・チャンヨン〉[89]）
- 恋愛体質〜30歳になれば大丈夫（2022年、ジェフン〈コンミョン〉[90]）
- ミズ・マーベル（2022年、ブルーノ・カレッリ〈マット・リンツ〉[91]）
- ハウス・オブ・ザ・ドラゴン（エイモンド・ターガリエン〈ユアン・ミッチェル〉）
- THE PENGUIN-ザ・ペンギン-（2024年、ビクター・アギラー〈レンジー・フェリズ〉[92]）

#### アニメ
- プラネット51（サーボック）
- レゴ スーパー・ヒーローズ: ねらわれたバットマン（2017年、フラッシュ）
- レジェンド・クエスト（英語版）（2017年、リオ）
- ビッグシティ・グリーン（2018年、クリケット）
- コスチューム・クエスト 〜モンスターを倒せ!〜（2019年、おもちゃ）
- ヒルダの冒険（2020年、ケルタスニーキル）
- プッカ（2020年、ガル）※ディズニー・チャンネル版
- ミッチェル家とマシンの反乱（2021年、アーロン・ミッチェル[93]）※Netflix配信

### 特撮
- 機界戦隊ゼンカイジャー（2021年、ギュウニュウワルドの声[94]）

### 邦画
- シン・ゴジラ（2016年、声の出演）

### 舞台
- 女の一生（栄治[3]）
- わが町（ギブズ[3]）

### 朗読劇
- Story Teller「朗読・ギフト」（2020年12月20日、ニッショーホール）[95]
- 音楽朗読劇「レ・ミゼラブル」（2021年7月16日、KAAT神奈川芸術劇場） - アンジョルラス 役[96]
- Story Teller（Terror）「朗読・怪談 五感」（2022年1月23日、東京証券会館ホール）[97]
- 朗読歌劇「ラ・ボエーム ～愛あるかぎり～」（2022年1月10日、横浜市磯子区民文化センター 杉田劇場） - マルチェッロ 役[98]
- トライディア「チェイサーゲーム」（2022年2月20日、北とぴあ 王子ドームホール6F） - 黒田と木本 役[99]
- CCCreation Presents リーディングシアターVol.3「RAMPO in the DARK」（2022年6月25日、神田明神ホール）[100]
- 朗読劇 幽玄朗読舞「SEIMEI～道成寺伝説より～」（2022年10月29日、銀座博品館劇場）[101]

### 映像番組
- 新祐樹のおうちサバイバー（2020年 - 、ONSTAGE）
- 遊誅舞（2021年 - 、YouTube※）[102]
- K4カンパニー

### ラジオ
※はインターネット配信。
- 東京リベンジャーズ羅慈悪（2021年 - 、音泉※、YouTube※）[102]
- 東京リベンジャーズ 相棒零泥威悪（2023年 - 、文化放送）[103][104]

### オーディオドラマ
- 白間美瑠のサクラバシ919「ユアマジェスティ ボイスドラマ」（2022年、ザン＝エクエス、ラジオ大阪）

### デジタルコミック
- 親愛なるオメガへ（2023年、雁野実央）[105]
- 君香シャーレ（2024年、高階）[106]

## ディスコグラフィ

### キャラクターソング
| 発売日         | 商品名                                                                                  | 歌                                                                           | 楽曲                               | 備考                                     |
| -------------- | --------------------------------------------------------------------------------------- | ---------------------------------------------------------------------------- | ---------------------------------- | ---------------------------------------- |
| 2018年1月17日  | TVアニメ『ドリフェス！R』オリジナルサウンドトラック                                     | 日高なな緒（保住有哉）, 稲増秋臣（新祐樹）, 黍野宗二（岩中睦樹） from ANSwer | 「Chivalric Romance」              | テレビアニメ 『ドリフェス！R』関連曲     |
| 2021年7月21日  | 東京リベンジャーズ EP01                                                                 | 花垣武道（新祐樹）                                                           | 「Rusted Fist」                    | テレビアニメ『東京リベンジャーズ』関連曲 |
| 2022年10月28日 | 総理倶楽部 声劇円盤～歌曲を添えて～(1)                                                  | 日向大悟（新祐樹）                                                           | 「うぃ～あ～☆そ～り！」            | 『総理倶楽部』関連曲                     |
| 2024年12月11日 | 青春ロック!! シリーズ1stシーズン ドラマCD【KACHIWARI MONSTER】 Vol.1 KACHIWARI MONSTER  | KACHIWARI MONSTER                                                            | 「浪漫飛行」 「KACHIWARI MONSTER」 | 『ハレオト』関連曲                       |
| 2025年3月12日  | 青春ロック!! シリーズ1stシーズン ドラマCD【KACHIWARI MONSTER】 Vol.2 君に恋する春が来た | KACHIWARI MONSTER                                                            | 「小さな恋のうた」 「サクラ未来」  | 『ハレオト』関連曲                       |